# Земля Принцессы Елизаветы
Земля́ Принце́ссы Елизаве́ты (англ. Princess Elizabeth Land) — часть территории Восточной Антарктиды, лежащая между 73 и 88° восточной долготы.

## География
На западе граничит с Долиной МГГ и шельфовым ледником Эймери, на востоке переходит в Землю Вильгельма II. Омывается морями Содружества и Дейвиса. Земля Принцессы Елизаветы включает в себя две прибрежные части:
- Берег Ингрид Кристенсен — от 73°35' до 81°24' в.д.
- Берег Леопольда и Астрид — от 81°24' до 87°43' в.д.

В восточной части побережья находится Западный шельфовый ледник. Высота ледникового покрова в центральной части составляет 2000—2500 м; толщина льда — 1000—1500 м. На побережье встречаются участки, свободные ото льда (например, оазис Вестфолль).

## Освоение
Была открыта Британско-австрало-новозеландской экспедицией Дугласа Моусона в 1931 году и названа в честь принцессы, позднее королевы Великобритании Елизаветы II.
На Землю Принцессы Елизаветы официально претендует Австралия, однако по Договору об Антарктике любые территориальные притязания в этой части света с 1961 года бессрочно заморожены.
На описываемой территории работают научные станции Дейвис (Австралия), Чжуншань (КНР), Лоу-Раковица (Румыния), Бхарати (Индия), а также Прогресс-2 (Россия).